# Guéorgui Atanassov (homme politique)
Guéorgui Ivanov Atanassov (en bulgare : Георги Иванов Атанасов), né le 25 juillet 1933 à Pravoslaven (bg) (royaume de Bulgarie) et mort le 31 mars 2022 à Sofia (Bulgarie), est un homme politique bulgare, président du Conseil des ministres de la république populaire de Bulgarie de 1986 à 1990.

## Biographie
Guéorgui Atanassov fait des études supérieures à l'université de Sofia. Il entre au Parti communiste bulgare en 1956 et est un membre de l'Union de la jeunesse communiste Dimitrov (DCYU). Il est élu au comité central du parti en 1966 et dirige le département de l'éducation jusqu'en 1976. En 1977, il est nommé secrétaire du comité central puis entre au Politburo. Il est nommé Premier ministre le mars 1986. Il joue un rôle important dans la préparation des évènements du 10 novembre 1989 qui font tomber le chef du Parti communiste Todor Jivkov. Très critiqué au cours du 14e congrès du parti communiste de janvier-février 1990 lui et son cabinet démissionnent le 3 février 1990. Le 24 avril 1992, il est arrêté pour détournement de fonds publics et est condamné en septembre 1993 à dix ans de prison. Le 2 août 1994, il est amnistié par le président de la république Jeliou Jelev pour raisons médicales.

### Longévité
Avant sa mort le 31 mars 2022, Guéorgui Atanassov était le plus vieux chef du gouvernement bulgare encore en vie depuis la mort de Dimitar Popov le 5 décembre 2015. Il était également le dernier chef du gouvernement communiste bulgare encore vivant depuis la mort de Todor Jivkov le 5 août 1998. Enfin, il est le chef du gouvernement communiste bulgare à avoir vécu le plus longtemps (88 ans et 249 jours) devant Anton Yougov (86 ans et 335 jours). Le seul chef du gouvernement bulgare à avoir vécu plus longtemps qu'Atanassov est Stoyan Danev (91 ans et 183 jours), mort en 1949.